# Condado de Torres Cabrera
El condado de Torres Cabrera es un título nobiliario español creado por el rey Felipe IV en 1658 a favor de Juan Francisco Fernández de Córdoba y Argote caballero de la Orden de Calatrava, III vizconde de Torres Cabrera, por elevación de dicho vizcondado, existente desde 1631.
Se considera a Juan Francisco Fernández de Córdoba y Argote como I conde de Torres Cabrera, a pesar de que en 1658 solo se emitió el R.D., siendo el 27 de febrero de 1668, cuando se emite, por parte de Carlos II, el correspondiente R.D., por lo que esta es la fecha oficial de creación del Título. En 1849 se publica en favor de Ricardo Martel y Fernández de Córdoba.
El 10 de diciembre de 1877 el rey Alfonso XII le concedió la Grandeza de España en la persona de Ricardo Martel y Fernández de Córdoba, IX conde de Torres Cabrera.
Su nombre se refiere a la localidad de Torres Cabrera, en el municipio andaluz de Córdoba, en la provincia homónima.

## Condes de Torres Cabrera
|                        | Titular                                                       | Periodo                |
| Creación por Carlos II | Creación por Carlos II                                        | Creación por Carlos II |
| ---------------------- | ------------------------------------------------------------- | ---------------------- |
| I                      | Juan Francisco Fernández de Córdoba y Argote                  | 1568-1673              |
| II                     | Andrés Fernández de Córdoba Cabrera y Fernández de Henestrosa | 1673-1693              |
| III                    | Juan Salvador Fernández de Córdoba Cabrera y Hoces            | 1693-1739              |
| IV                     | Luis José Fernández de Córdoba Cabrera y de la Cueva          | 1739-1785              |
| V                      | Juan Antonio Fernández de Córdoba y Argote                    | 1785-1803              |
| VI                     | Luis Rafael Fernández de Córdoba y Argote                     | 1803-1813              |
| VII                    | Rafael Acisclo Fernández de Córdoba y Argote                  | 1813-1815              |
| VIII                   | Concepción Fernández de Córdoba y Gutiérrez de los Ríos       | 1815-1843              |
| IX                     | Ricardo Martel y Fernández de Córdoba                         | 1849-1917              |
| X                      | Alfonso María Martel y Arteaga Fernández de Córdoba           | 1918-1934              |
| XI                     | Ricardo José Martel y Cárdenas                                | 1952-1980              |
| XII                    | Alfonso Martel y de Fonseca                                   | 1981-actual titular    |

## Historia de los condes de Torres Cabrera

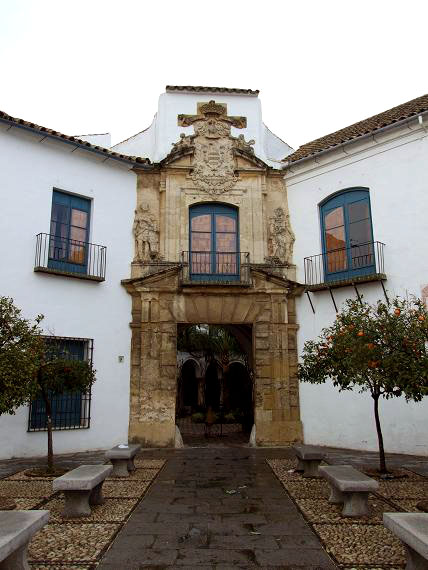
Palacio de Viana (Córdoba), sede del fondo documental del condado de Torres Cabrera

- Juan Francisco Fernández de Córdoba y Argote (m. 1673), I conde de Torres Cabrera.[1]

Se casó en primeras nupcias con Constanza Fernández-Galindo de Ribera y Henestrosa (m. 18 de julio de 1646) y en segundas el 18 de octubre de 1648 con Francisca Fernández de Henestrosa Usodemar y Mendoza. Le sucedió en 1673 su hijo de su segundo matrimonio:
- Andrés Fernández de Córdoba Cabrera y Fernández de Henestrosa (1649-8 de septiembre de 1693),[3] II conde de Torres Cabrera.[1][3]

Contrajo matrimonio el 30 de agosto de 1679 con Bernarda González de Hoces y Córdoba. Le sucedió su hijo:
- Juan Salvador Fernández de Córdoba Cabrera y Hoces (1680-11 de enero de 1739), III conde de Torres Cabrera.[1][3]

Se casó en primeras nupcias el 7 de mayo de 1703 con Francisca Antonia de la Cueva Manuel y Carvajal (m. 9 de diciembre de 1710). El 18 de octubre de 1720 contrajo un segundo matrimonio con Antonia Venegas y Sucre (m. 14 de febrero de 1731. Se casó en terceras nupcias el 25 de septiembre de 1731 con Ana Teresa de Caicedo y Saavedra. Le sucedió, de su primer matrimonio, su hijo:
- Luis José Fernández de Córdoba Cabrera y de la Cueva (1720-4 de noviembre de 1785), IV conde de Torres Cabrera.[1][3]

Se casó el 5 de octubre de 1729 con María Sancha Martínez de Argote y Guzmán, II condesa de Menado Alto (m. 17 de junio de 1765). Le sucedió su hijo:
- Juan Antonio Fernández de Córdoba y Argote (1733-13 de diciembre de 1803), V conde de Torres Cabrera,[1][3] III conde de Menado Alto. Soltero y sin descendientes, le sucedió su hermano:[3]

- Luis Rafael Fernández de Córdoba y Argote (1737-9 de mayo de 1813), VI conde de Torres Cabrera,[1] IV conde de Menado Alto. Sacerdote.[3] Le sucedió su hermano:

- Rafael Acisclo Fernández de Córdoba y Argote (1753-19 de mayo de 1815), VII conde de Torres Cabrera,[1][3] V conde de Menado Alto.

Se casó en Córdoba el 8 de junio de 1808 con Bruna Narcisa Gutiérrez de los Ríos y Sarmiento, hija de Carlos José Gutiérrez de los Ríos y Rohan-Chabot, VI conde de Fernán Núñez, y de María de la Esclavitud Sarmiento Quiñones. Le sucedió su única hija:
- María de la Concepción Fernández de Córdoba y Gutiérrez de los Ríos (1811-11 de enero de 1843), VIII Condesa de Torres Cabrera[1][3] y VII condesa de Menado Alto.[6]

Se casó el 13 de mayo de 1831 con Federico Martel y Bernuy (o Fadrique, según varias fuentes), natural de Écija, alcalde de Córdoba y senador vitalicio. Era hijo Fernando Tamariz Martel Porcel, I marqués de la Garantía en el reino de las Dos Sicilias, y de Rosario de Bernuy y Valda, hija de Fadrique Bernuy y Fernández de Henestrosa, VI marqués de Benamejí, grande de España, y de su esposa Francisca de Paula Valda y Maldonado (m. 26 de agosto de 1808).  Le sucedió su hijo en 5 de agosto de 1849:
- Ricardo Martel y Fernández de Córdoba (Córdoba, 12 de agosto de 1832[9]-ibidem, 16 de agosto de 1917), IX conde de Torres Cabrera, grande de España,[1][3] VII conde de Menado Alto.[10][9]

Contrajo matrimonio el 24 de octubre de 1864 con María Isabel de Arteaga y Silva (m. 4 de julio de 1912), ahijada de la reina Isabel II, hija de Andrés de Arteaga y Carvajal, III conde de Corres y de Santofimia. En 16 de mayo de 1918 le sucedió su hijo:
- Alfonso María Martel y Arteaga (1878-14 de enero de 1934),[3] X conde de Torres Cabrera[1][3] y VIII conde de Menado ALto.[11]

Se casó el 12 de octubre de 1899 con María del Pilar de Cárdenas y San Cristóbal, VIII condesa de Valhermoso de Cárdenas. En 20 de junio de 1952 se convalidó el título a su hijo, que conde de Torres Cabrera desde el 11 de febrero de 1935.
- Ricardo José Martel de Cárdenas (1900-1980), XI conde de Torres de Cabrera,[1][3] y III duque de Almodóvar del Valle[12][11] y X Conde de Valheroso de Cárdenas.[11]

Se casó el 11 de febrero de 1933 con María Joaquina Mantilla de los Ríos y Aguirre (m. 15 de marzo de 1944). Sin descendientes. En 24 de septiembre de 1981 le sucedió su sobrino, hijo de su hermano José Manuel Martel de Cárdenas y Arteaga, III marqués de Alborroces, y de su esposa María Luisa de Fonseca y Valverde, VI marquesa de la Isla:
- Alfonso Martel y de Fonseca (n. Sevilla, 10 de octubre de 1951),[11] XII conde de Torres Cabrera,[1][3][11] IV duque de Almodóvar del Valle,[12][11] IV marqués de Alborroces,[13][11] VIII marqués de la Isla, XI conde de Valhermoso de Cárdenas.[11][1]